# Hans-Erich Schmidt-Uphoff
Hans-Erich Schmidt-Uphoff (* 16. November 1911 in Neumark; † Juni 2002 in Dresden) war ein deutscher Maler und Grafiker.

## Leben und Werk
Hans-Erich Schmidt-Uphoff (geb. Schmidt) wurde 1911 als zweiter Sohn eines Bahnhofsvorstehers geboren. Er war der Bruder von Helmut Schmidt-Kirstein. Die Familie zog 1920 wegen der beruflichen Tätigkeit des Vaters von Neumark nach Aue, 1922 nach Lauter und 1925 nach Zwickau. Dort besuchte Schmidt-Uphoff bis zum Abitur das Realgymnasium, wo er bereits seine malerische Begabung zeigte. So entstand z. B. 1927 das erstaunlich reife Aquarell Markt in Zwickau.
Von 1928 bis 1931 machte Schmidt-Uphoff eine Lehre als Dekorationsmaler. 1931 bis 1933 besuchte er die Staatliche Akademie für Kunstgewerbe in Dresden, die er jedoch nicht abschloss. Er blieb als bildender Künstler lebenslang Autodidakt.
1934 zog Schmidt-Uphoff nach Dessau, wo er zunächst als Lackierer und ab 1935 als Gebrauchsgrafiker im Stammwerk der Junkers Flugzeug- und Motorenwerke AG arbeitete. Er entwarf u. a. Werbeplakate des Unternehmens und gestaltete propagandistische Schulungsliteratur für die Beschäftigten, z. B. 1939 das Heft Junkersmann, auf Dich kommt’s an! Denk’an uns, arbeite gewissenhaft!
Er wurde obligatorisch Mitglied der Reichskammer der bildenden Künste. Es ist jedoch lediglich 1943 seine Teilnahme an der Kunstausstellung des Gaues Magdeburg in Dessau und Magdeburg belegt. 1942 wurde Schmidt-Uphoff zur Wehrmacht eingezogen, und er nahm am Zweiten Weltkrieg teil. Von 1945 bis 1946 war er in Italien in britischer Kriegsgefangenschaft. Nach der Entlassung arbeitete er kurzzeitig als Dekorationsmaler in Venedig, ehe er 1946 nach Rosslau zurückkehrte. Dort arbeitete er bis zu seinem Tod, nun unter dem Namen Schmidt-Uphoff. Er gehörte mit Rudolf Hugk, Harry Kieser, Carl Marx, Rolf Radack, Helmut Schindewolf und Paul Schwerdtner zeitweilig zu der losen Künstlergruppe Dessauer Malerkollektiv.
Es entstanden „sehr moderne, traumverlorene Kompositionen … bevor die unsägliche Formalismusdebatte in der DDR der fünfziger Jahre diese fruchtbare künstlerische Phase beendete. Schmidt-Uphoff verlegte sich auf baugebundene dekorative Arbeiten in den verschiedensten Materialien für den öffentlichen Raum, in Betrieben und Gaststätten unserer Stadt. Die meisten davon sind … nach 1990 untergegangen.“ Im Spätwerk dominieren Reiseimpressionen, die er „Unterwegsbilder“ nannte.
Schmidt-Uphoff war Mitglied des Verbands Bildender Künstler der DDR.

## Museen und öffentliche Sammlungen mit Werken Schmidt-Uphoffs (unvollständig)
- Altenburg/Thür.: Lindenau-Museum
- Bernburg/Saale: Museum Schloss Bernburg
- Dessau: Anhaltische Gemäldegalerie im Schloss Georgium

## Werke (Auswahl)
- Sonnenblumen (1940, Öl, 101 × 90,7 cm; Anhaltische Gemäldegalerie; Inv. 5279)
- Dessau-Mildensee (1942, Öl, 41,5 × 47, 5 cm; Anhaltische Gemäldegalerie; Inv. 1202)
- Bergwerk (Öl, 60 × 80 cm; Anhaltische Gemäldegalerie; Inv. 848)
- Dessau. An der Katholischen Kirche St. Peter und Paul (1947, Öl, 75 × 52 cm; Anhaltische Gemäldegalerie; Inv. 1223)

- Häuser in Wildensee (Aquarell, 1948;  Lindenau-Museum)[5]
- Winterbild 1948 (Aquarell; auf der Großen Kunstausstellung Sachsen-Anhalt)[6]
- Hüttenwerk (Aquarell; auf der 2. Deutschen Kunstausstellung)[7]
- Wiederaufbau der Stadt Dessau (1950/1951, monumentales Wandbild; Dessau, Ratssaal des Rathauses;mit Marx, Schwerdtner und Radack)[8]
- Venedig (Tafelbild, Öl; 1952;  auf der 2. Deutschen Kunstausstellung)[9]
- Sommerlicher Garten mit Tieren (Batik, 190 × 405 cm; auf der Vierten Deutschen Kunstausstellung)[10]
- Straße in Zwickau Mariental (Aquarell, 1961; Museum Schloss Bernburg)[11]
- Figuren der Bauhausbühne in Dessau 1927 (Tafelbild, Blattgold, Metallfolie, Lack, Acryl und Tempera; 1980)[12]

### Schriften (Auswahl)
- Gedanken über Blumendarstellungen von Iris bis Iris. In: Iris und Lilien. Deutsche Iris- und Liliengesellschaft, 1969, S. 19ff.
- Skizzen des Jahrhunderts. Verlag Bussert und Stadler, Quedlinburg 1999, ISBN 3-932906-14-4.

## Ausstellungen (unvollständig)

### Einzelausstellungen
- 1949: Halle, Galerie Hennig (Aquarelle, Ölbilder)
- 1977: Dessau, Staatliche Galerie (Bilder aus den Jahren 1927 bis 1977; Malerei und Grafik aus 5 Jahrzehnten)
- 1981/1982: Halle, Galerie Marktschlösschen (Aquarelle, Ölbilder, Radierungen)
- 1982: Bernburg, Museum Schloss Bernburg (Aquarelle, Ölbilder, Radierungen)
- postum 2018 Dessau, Johannbau (aus dem Nachlass)

### Beteiligung an Ausstellungen
- 1948: Halle/Saale, Große Kunstausstellung Sachsen-Anhalt[13]
- 1949 und 1958/1959: Dresden, 2. und Vierte Deutsche Kunstausstellung
- 1954: Zwickau, Städtisches Museum („Künstler aus Zwickau“)[14]
- 1974: Frankfurt/Oder, Galerie Junge Kunst („Aquarell, Gouache, Tempera, Pastell“)
- 1974 und 1979: Halle/Saale, Bezirkskunstausstellungen

## Weblink
- https://schmidt-auktionen.de/12_katalog_online.php?kue=2421